# Couverture Madrid

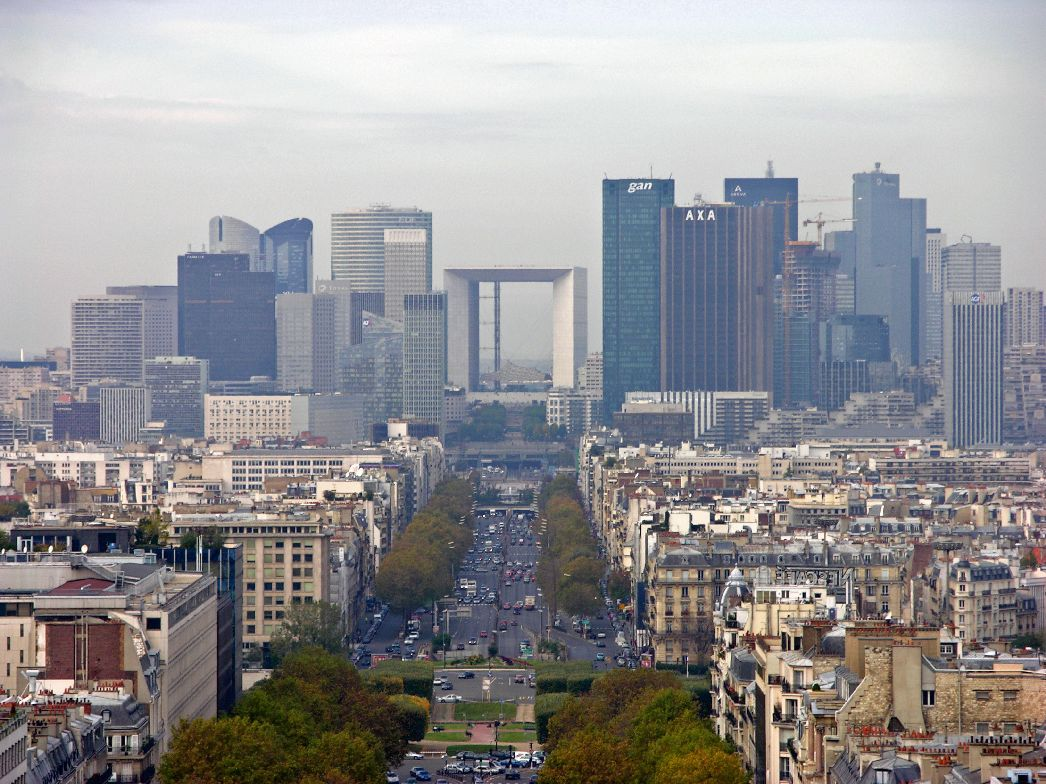
L'avenue Charles-de-Gaulle et la couverture Madrid vues depuis l'est.

La couverture Madrid est une dalle urbaine qui recouvre un segment de l'avenue Charles-de-Gaulle à Neuilly-sur-Seine.

## Situation
La couverture Madrid se situe à la jonction de l'avenue de Madrid et de la rue du Château. Elle recouvre une partie de l'avenue Charles-de-Gaulle, laquelle constitue le premier tronçon de la route nationale 13 et l'un des segments de l'axe majeur qui relie Paris et La Défense. Elle est comprise entre la rue de l'Église et le pont de Neuilly et s'étend sur une longueur de 440 m.

## Réalisation
La couverture Madrid est réalisée de 1988 à 1992 à l'occasion de la prolongation de la ligne 1 du métro, de la station Pont de Neuilly à La Défense. Le coût de l'ensemble des travaux s'élève à 1 034 millions de francs répartis entre l'État, la RATP et les collectivités locales.
Elle comprend un square, une gare routière, une station de métro et deux stations de vélos en libre service.

## Bilan
La couverture Madrid contribue à la fluidité du trafic, à l'atténuation de la coupure urbaine et à la réduction des nuisances sonores et du nombre des accidents corporels.
Le segment principal de l'avenue Charles-de-Gaulle reste découvert. Il s'étend sur 1 400 m, de la Porte Maillot à la couverture Madrid, et concentre un flux automobile quotidien de 160 000 véhicules. Son enfouissement fait l'objet d'un débat depuis 2006.